# Ove Grahn
Ove Grahn (Norra Fågelås, Suecia; 9 de mayo de 1943 – Alingsås, Suecia; 11 de julio de 2007) fue un futbolista sueco que jugaba en la posición de delantero.

## Carrera

### Club
Inició su carrera profesional con el IF Elfsborg en 1961 anotando 53 goles en 91 partidos hasta que se va en 1965 a Suiza para unirse al Grasshoppers, equipo en el que juega seis años hasta que se va en 1971.
En 1971 firma con el Lausanne Sport en el que anota 31 goles en 52 partidos hasta que en 1973 regresa al Grasshoppers, con quien consigue ganar la Copa de la Liga de Suiza en 1975. Se va del club al año siguiente registrando 20 goles en 59 partidos.
En 1976 retorna a Suecia para unirse al Örgryte IS con quien anota tres goles en 37 partidos y se retira en 1978.

### Selección nacional
Jugó para Suecia de 1962 a 1976 participando en 45 partidos y anotando 10 goles, formó parte de los equipos que participaron en los mundiales de México 1970 y Alemania 1974, y anotó ante Uruguay en la edición de 1970.

## Logros
- Copa de la Liga de Suiza: 1

1975